# 宇宙微波背景

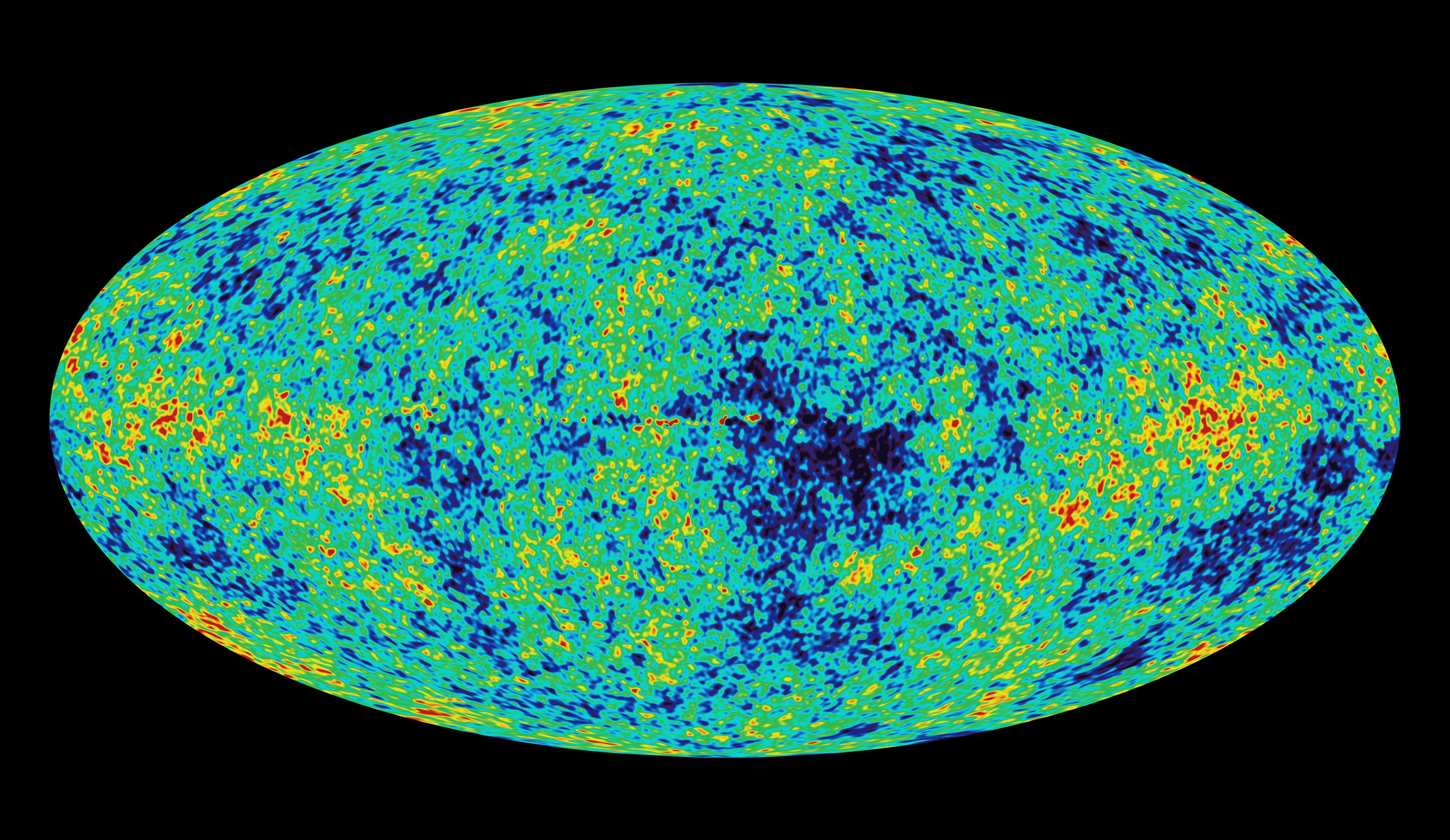
根據WMAP對宇宙微波背景輻射的觀測所繪制的圖像。

宇宙微波背景（英語：Cosmic Microwave Background，簡稱CMB，又稱3K背景輻射）是宇宙學中“大霹靂”遺留下來的熱輻射。在早期的文獻中，「宇宙微波背景」稱為「宇宙微波背景輻射」（CMBR）或「遺留輻射」，是一種充滿整個宇宙的電磁輻射。特徵和絕對溫標2.725K的黑體輻射相同。頻率屬於微波範圍。宇宙微波背景是宇宙背景輻射之一，為觀測宇宙學的基礎，因其為宇宙中最古老的光，可追溯至再復合時期。利用傳統的光學望遠鏡，恆星和星系之間的空間（背景）是一片漆黑。然而，利用靈敏的輻射望遠鏡可發現微弱的背景輝光，且在各個方向上幾乎一模一樣，與任何恆星，星系或其他對象都毫無關係。這種光的電磁波譜在微波區域最強。1964年美國射電天文學家阿諾·彭齊亞斯和羅伯特·威爾遜偶然發現宇宙微波背景，这一发现是基于1940年代開始的研究，並於1978年獲得諾貝爾物理獎。

「宇宙微波背景是我們宇宙中最古老的光，當宇宙剛剛38萬歲時刻在天空上。它顯示出微小的溫度漲落，對應著局部密度的細微差異，代表著所有未來的結構，是當今的恆星與星系的種子」
宇宙微波背景很好地解釋了宇宙早期發展所遺留下來的輻射，它的發現被認為是一個檢測大霹靂宇宙模型的里程碑。宇宙包含著不透明的濃霧，其中包含亞原子粒子的緻密高溫等離子體。電漿與輻射充滿著整個宇宙，隨著宇宙的膨脹而逐漸冷卻。當宇宙冷卻到某個溫度時，質子和電子結合形成中性原子。這些原子不再吸收熱輻射，因此宇宙逐漸明朗，不再是不透明的雲霧。宇宙學家提出中性原子在「復合」時期形成，緊接在「光子脫耦」之後，即光子開始自由穿越整個空間，而非在電子與質子所組成的電漿中緊密的碰撞。光子在脫耦之後開始傳播，但由於空間膨脹，導致波長隨著時間的推移而增加（根據普朗克定律，波長與能量成反比），光線越來越微弱，能量也較低。這就是別稱「遺留輻射」的來源。「最後散射面」是指我們由光子脫耦時的放射源接收到光子的來源點在空間中的集合。
因為任何建議的宇宙模型都必須解釋這種輻射，因此宇宙微波背景是精確測量宇宙學的關鍵。宇宙微波背景在黑體輻射光譜的溫度為2.72548±0.00057 K。輻射率dEν/dν的峰值為160.23 GHz，在微波頻率的範圍內。（若光譜輻射的定義為dEλ/dλ，則峰值波長為1.063公釐。）
該光輝在所有方向中幾乎一致，但細微的殘留變化展現出各向異性，與預期的一樣，分佈相當均勻的熾熱氣體已經擴大到目前的宇宙大小。特別的是，在天空中不同角度的光譜輻射包含相同的各向異性，或不規則性，隨區域大小變化。它們已被詳細測量，若有因物質在極小空間的量子微擾而起的微小溫度變化，且膨脹到今日可觀測的宇宙大小，應該會與之吻合。這是一個非常活躍的研究領域，科學家同時尋求更好的數據（例如，普朗克衛星）和更好的宇宙膨脹初始條件。雖然許多不同的過程都可產生黑體輻射的一般形式，但沒有比大霹靂模型更能解釋漲落。因此，大多數宇宙學家認為，宇宙大霹靂模型最能解釋宇宙微波背景。
在整個可觀測宇宙中有高度的一致性，黯淡卻已測得的各向異性非常廣泛的支持大霹靂模型，尤其是ΛCDM模型。此外，威爾金森微波各向異性探測器及宇宙泛星系偏振背景成像實驗觀測相距大於再復合時期之宇宙視界角尺度上漲落間的相干性。此相關可能為非因果的微調，或因宇宙暴脹產生。

## 特徵

由FIRAS儀器對COBE觀測的宇宙微波背景輻射光譜，為最精確測量的黑體輻射光譜性質，即使將圖像放大，誤差範圍也極小，無法由理論曲線中分辨觀測數據。

從背景輻射中，利用都卜勒效應減去一個偶極，其中後者乃源於地球相對於共動宇宙靜止參照系有相對運動，星球以相當371 km/s的速度朝向獅子座移動。減去偶極後，宇宙微波背景是均勻的輻射，黑體輻射的熱能來自整個天空。輻射是各向同性的，差異約略為1/100000：方均根變異只有18μK，宇宙微波背景偶極以及在更高階的多極矩上的光行差已經得到測量，其結果同銀河系運動的影響相一致。
在大霹靂模型下形成的宇宙，宇宙暴脹預測，約10 −37秒之後的新生宇宙會以指數增長，撫平了幾乎所有的不均勻性。其餘的不均勻性由量子微擾在暴脹場中引發宇宙暴脹事件。在10−6秒之後，早期宇宙由充滿著高溫、以電子、質子、重子與光子交互作用的電漿所組成。當宇宙膨脹，絕熱冷卻導致電漿的能量密度降低，直到環境變得有利於電子與質子結合，形成氫原子。復合發生時，溫度約為3000 K，當時的宇宙約37.9萬歲。在這一點上，光子不再與已是電中性的原子相互作用，並開始自由的在空間中旅行，導致物質與輻射退耦合。

脫耦光子的色溫逐漸減少，如今降至2.7260 ± 0.0013 K，隨著宇宙膨脹，其溫度將繼續下降。根據大霹靂模型，今日所測的天際輻射來自一種稱為「最後散射面」的球面。此為空間中預測為脫耦事件發生及恰好傳遞至觀測者的光子之時間點的點集合。所有宇宙中的輻射能都是宇宙微波背景輻射，補足了約6×10−5的宇宙總密度。
大霹靂理論的兩個最偉大成就為其近乎完美的黑體輻射能譜及其詳細地預測宇宙微波背景輻射的各向異性。宇宙微波背景頻譜已成為最精確測量的黑體輻射能譜。

## 預測
1934年，Tolman發現在宇宙中輻射溫度的演化裡溫度會隨著時間演化而改變；而光子的頻率隨時間演化（即宇宙学红移）也會有所不同。但是當兩者一起考慮時，也就是討論光譜時（是頻率與溫度的函數）兩者的變化會抵銷掉，也就是黑體輻射的形式會保留下來。
1948年，美国物理学家伽莫夫、阿尔菲和赫尔曼估算出，如果宇宙最初的溫度約為十億度，則會殘留有約5~10k的黑體輻射。然而这个工作并没有引起重视。1964年，苏联的泽尔多维奇、英国的霍伊尔、泰勒（Tayler）、美国的皮布尔斯等人的研究预言，宇宙应当残留有温度为几K的背景辐射，并且在厘米波段上应可观测，从而重新引起了学术界对背景辐射的重视。美国的迪克、劳尔（Roll）、威尔金森等人也开始着手制造一种低雜訊的天线来探测这种辐射，然而美國射電天文學家阿诺·彭齐亚斯和羅伯特·威爾遜卻在无意中先于他们发现了背景辐射。

## 研究史
宇宙微波背景在1948年由拉爾夫·阿爾菲、羅伯特·赫爾曼首次預測。阿爾菲和赫爾曼估計宇宙微波背景輻射的溫度是5 K，但兩年後，他們重新估計為28 K。此高估是由於阿爾弗雷德·貝洱錯估哈伯常數，這不能複製，之後放棄了原先的估計。雖然有一些先前對空間溫度的估計，然而遭遇到兩個缺陷。第一，他們測量空間的有效溫度，但並未表明空間充滿著熱力學普朗克能譜。其二，他們仰賴於我們位在銀河系的邊緣，一個特別的點，而且他們未建議輻射是各向同性的。如果地球位於宇宙中的其他地方，將會產生非常不同的預測。
阿爾菲和赫爾曼在1948年的成果在1955年兩人離開約翰斯·霍普金斯大學應用物理實驗室時討論了許多物理設定。然而天文界的主流並未被當時的宇宙學吸引。阿爾菲和赫爾曼的預測被雅可夫·澤爾多維奇在1960年代前期重新發現，並同時為罗伯特·迪克獨立預測。蘇聯天體物理學家A.G.多羅什克維奇和伊戈爾·諾維科夫，確認宇宙微波背景輻射為可偵測的現象，並於1964年的春天，以一個簡短的論文首次發表。
1965年，阿诺·彭齐亚斯和羅伯特·威爾遜在位於貝爾實驗室附近霍姆德爾鎮區的Crawford Hill克勞福德山建立了一個迪克輻射計，他們打算利用電波天文學和衛星通信實驗。他們架设了一台喇叭形状的天线，用以接受“回声”卫星的信号。为了检测这台天线的噪音性能，他们将天线对准天空方向进行测量。他们發現，在波長為7.35cm的地方一直有一個各向同性的訊號存在，这个信号既没有周日的变化，也没有季节的变化，因而可以判定与地球的公转和自转无关。
起初他们怀疑这个信号来源于天线系统本身。1965年初，他们对天线进行了彻底检查，清除了天线上的鸽子窝和鸟粪，然而噪声仍然存在。于是他们在《天体物理学报》上以《在4080兆赫上额外天线温度的测量》为题发表论文正式宣布了这个发现。
另一方面，1964年，大衛·托德·威爾金森和彼得勞爾、迪克在普林斯頓大學的同事，開始建設迪克輻射計測量宇宙微波背景輻射。他們無法解釋他們的儀器多了個3.5 K 天線雜訊溫度。當接到一通來自克勞福德山的電話後，迪克風趣地說：「伙伴，我們被挖到了。」普林斯頓和克勞福德山小組之間的會議決定天線溫度確實是來自微波背景。
迪克、皮布尔斯、劳尔和威尔金森在同一杂志上以《宇宙黑体辐射》为标题发表了一篇论文，对这个发现给出了正确的解释，即：这个额外的辐射就是宇宙微波背景辐射。
宇宙背景輻射的發現在近代天文学上具有非常重要的意义，它給了大爆炸一個有力的證據，并且与类星体、脉冲星、星际有机分子一道，并称为20世纪60年代天文学“四大发现”。
彭齊亞斯和威爾遜獲得了1978年諾貝爾物理獎，以表彰他們的發現。

## 與大爆炸的關係
宇宙微波背景輻射和宇宙學紅移－距離的關係一同被視為大爆炸理論最好的證據。測量宇宙微波背景使暴漲大爆炸理論成為宇宙標準模型。宇宙微波背景在1960年代中葉的發現削減了對非標準宇宙模型如穩態理論的興趣。
宇宙微波背景基本上證實了宇宙大爆炸理論。在1940年代末期，阿爾菲和赫爾曼推論，若大爆炸存在，宇宙膨脹應會拉長並將極早期宇宙的高能輻射冷卻到微波範圍，並降溫到大約5K。他們稍微偏離他們的估計，但他們的想法完全正確。他們預測了宇宙微波背景。又過了15年，彭齊亞斯和威爾遜赫然發現微波背景竟然在那裡。
宇宙微波背景給出了一個宇宙的快照，根據標準宇宙學，當時溫度下降到足以讓電子和質子形成氫原子，從而使宇宙明朗而輻射。這大約發生在大爆炸後38萬年，這段時間通常被稱為「最後散射時間」或「再復合」、或「脫耦」時期，宇宙的溫度約為3000 K。這能量相當於約0.25電子伏特，遠小於13.6 eV的氫原子游離能。
脫耦之後，背景輻射的溫度因宇宙膨脹而下降了大約1,100K。隨著宇宙的膨脹，宇宙微波背景的光子被紅移了，使得輻射的溫度與一種叫做「尺度因子」的參數成反比。宇宙微波背景的溫度「Tr」是紅移z的函數，可表示成與近代所測量的波背景的溫度（2.725 K或0.235毫電子伏特）成正比：
Tr = 2.725(1 + z）
關於輻射是宇宙大爆炸的證據推理的詳細信息，請參閱宇宙背景輻射的大爆炸。

### 初階各向異性

以角尺度展現的宇宙微波背景輻射溫度各向異性的能譜（多極展開）。顯示的數據來自威爾金森微波各向異性探測器（2006）、角分宇宙學陣列接收器（2004）毫米波段氣球觀天計畫（2005）、宇宙背景成像儀（2004），和極小陣列（2004）儀器。另顯示理論模型（實線）。

宇宙微波背景的各向異性分為兩種：初階各向異性，這是源於在最後散射面及之前發生的影響；及二階各向異性，這是源於與背景熱氣體的輻射相互作用或重力位能影響，後者發生在最後散射面與觀察者之間。
宇宙微波背景輻射各向異性的結構主要源於兩方面的影響：聲學振盪及擴散阻尼（也稱為碰撞阻尼）。因為光子－重子在早期宇宙的電漿中碰撞而產生聲學振盪。光子的壓力趨於消除各向異性，而重力吸引重子－－移動的速度比光子慢得多－－讓他們往往坍縮形成緻密的類星體。這兩種效應競爭創造了聲學振盪，給予微波背景輻射特徵的峰值結構。這些峰值大致對應，並與光子脫耦當時為峰值振幅的一個模式共振。
這些峰值包含了有趣的物理特徵。第一峰值的角尺度決定了宇宙曲率（但不是宇宙拓樸學）。下一個峰值－－奇數峰值對偶數峰值比－－決定了限縮重子密度第三峰值可用來獲取暗物質密度的信息。
峰值的位置也給出了對初始密度擾動有關的重要信息。密度擾動有兩種基本類型，稱為「絕熱」和「等曲率」。一般的密度擾動是兩者的混合，不同的理論希望去解釋一階密度擾動能譜，預測不同的混合方式。
- 絕熱密度擾動

每種類型的粒子（重子、光子…）的額外密度比例是相同的。也就是說，如果在一個地方有1％以上的重子能量大於平均，那麼那處同樣也有1％以上的光子能量（和1％以上的微中子能量）高於平均。宇宙暴脹預測一階擾動是絕熱的。
- 等曲率密度擾動

在每個地方（所有不同類型的粒子）的額外密度比之和為零。此即，在某點的重子能量微擾為多於平均的1％，則光子能量大於平均1％，及2％的微中子能量小於平均，這就是純粹的等曲率擾動。宇宙弦將產生絕大多數的等曲率一階擾動。
宇宙微波背景光譜可以區分這兩種，因這兩種類型的擾動會產生不同的峰值位置。等曲率密度擾動將產生一系列的峰值，其角尺度（「l」，峰值的數）的比例約為1:3:5:…，而絕熱密度擾動所產生的峰值其位置以比例1:2:3:…觀測結果在一階密度微擾上完全與絕熱的一致，對暴漲提供了關鍵的支持，並排除了許多結構形成的理論，如宇宙弦。
碰撞阻尼是源於兩方面的影響，當初階電漿流體開始被打破時：
- 當電漿在膨脹的宇宙中變得越來越稀薄時，光子的平均自由徑將增加
- 最後散射面的深度（LSS）有限，其導致在脫耦期間，甚至康普頓散射仍在發生，平均自由路徑也頓時增加。

這些效應有助於抑制在小尺度的各向異性，並拉抬極小角尺度各向異性的特徵指數衰減尾部。
LSS的深度為：光子的脫耦和重子不會瞬間相遇，而是需要當時宇宙年齡的某個可觀比例。將此過程量化的方法之一為，利用「光子能見度函數（PVF）」。此函數定義為，以P（t）表示PVF，宇宙微波背景光子在時間t與t+dt之間最後散射的機率為P(t)dt。
PVF的最大值（給定的宇宙微波背景光子最可有可能散射的時間）已知相當精確。WMAP的一年成果的P（t）最大值為372,000年。這通常被視為宇宙微波背景形成的「時間」。然而，為了弄清光子與重子脫耦花了多「長」的時間，我們必須測量PVF的寬度。WMAP小組發現，PVF大於其最大值的一半（「半高全寬」，或FWHM）超過115,000年的期間。經由此測量，脫耦發生超過約11.5萬年，而當完全脫耦，宇宙約為48.7萬歲。

### 後期各向異性
由於宇宙微波背景開始存在，又顯然經過數個後來的物理過程影響，統稱為後期各向異性，或二級各向異性。當宇宙微波背景光子自由出行暢通時，宇宙中的普通物質形式主要為中性氫和氦原子。然而，現今對星系的觀測似乎表明，大部分星際介質（IGM）的體積由離子化的物質（因為存在著氫原子吸收線）構成。這意味著有個再電離期間，一些宇宙的物質被打散成氫離子。
宇宙微波背景光子被自由電子散射，使電子不被束縛在原子中。在電解的宇宙，這些帶電粒子藉由解離（紫外線）輻射從中性原子中得到解放。今天，這些自由電荷在宇宙中所有體積內都有夠低的密度不再於可測量的量下影響著宇宙微波背景。然而，如果IGM在極早期，宇宙仍處於高密度時被游離，那麼就會對宇宙微波背景產生兩個主要效應：
1. 小尺度各向異性被消去。（就像透過霧看東西，對象的細節模糊不清。）
2. 光子如何與自由電子散射的物理機制（湯姆森散射）導致大角尺度偏振各向異性。這種廣角偏振與廣角溫度擾動相關。

這些效應都已由WMAP衛星觀測，提供的證據表明，宇宙在極早期，當紅移超過17時是游離的。這個早期的電離輻射的詳細出處仍是一個有爭議的科學辯論。它可能已包括由第一批恆星的星光（第三星族星），這些第一代恆星在它們生命的最終時刻超新星爆發，或由大質量黑洞吸積盤產生的電離輻射。
宇宙微波背景發射之後至觀測第一顆恆星之前的時間，被戲稱為宇宙的黑暗時代（見21公分線）。
發生於再電離與我們觀測宇宙微波背景之間發生的兩個其他效應，及其對各向異性造成的影響為蘇尼亞耶夫-澤爾多維奇效應，其中高能電子雲將輻射散射，轉移一些宇宙微波背景光子的能量；和薩克斯-瓦福效應，這導致宇宙微波背景輻射的光子由於重力場改變而重力紅移或藍移。

## 偏振

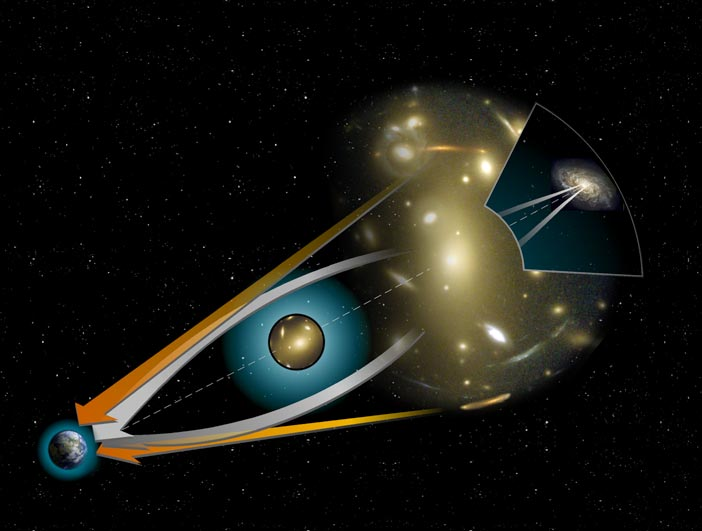
這位藝術家的印象展示了來自早期宇宙的光在穿越宇宙時如何被形成B模的大質量宇宙結構的引力透鏡效應偏轉。

宇宙微波背景在數個微絕對溫度的階層上為偏振。偏振有兩種類型，分別為E模和B模。這狀況類比於靜電學。在靜電學裏，電場（「E」場）的旋度為零，磁場（「B」場）的散度為零。在不勻相電漿中，E模因湯姆森散射自然產生。B模尚未被測量，被認為振幅最大應有0.1μK，並非由電漿物理產生。B模不是來自於標準的標量微擾，而是來自兩種機制。第一種是來自於被引力透鏡後的E模，這已於2013年被南極天文台測得。第二種是來自於宇宙暴脹所產生的重力波。探測「B」模式極其困難，尤其是前景污染程度未知，弱重力透鏡信號又將較強的E模信號與B模信號混合在一起。

## 进一步的研究
后来人们在不同波段上对微波背景辐射做了大量的测量和详细的研究，发现它在一个相当宽的波段范围内良好地符合黑体辐射谱，对应温度大约为2.7K（近似为3K），并且在整个天空上是高度各向同性的，只是具有一个微小的偶极各向异性：在赤经11.3±0.1 h，赤纬4±2°的地方温度略高，在相反的方向温度略低，人们认为这是由银河系运动带来的多普勒效应所引起的。

## 微波背景觀測
隨後發現宇宙背景的，是數以百計已進行測量和識別輻射特徵的宇宙微波背景輻射實驗。最有名的實驗可能是美國太空總署的宇宙背景探測者（COBE）衛星，運行於1989-1996年，在有限的探測能力下探測及定量大尺度的各向異性。由COBE極為各向同性且均勻背景這最初結果獲得啟發，一系列地面及氣球基礎的實驗在往後十年量化了宇宙微波背景在小角尺度上的各向異性。這些實驗的主要目的為測量角尺度第一聲學峰，而COBE沒有足夠的解析度。這些測量已排除了宇宙弦為主導的宇宙結構形成理論，並建議宇宙暴脹理論是正確的。在1990年代，第一峰值的測量隨著靈敏度提高，於2000年，由毫米波段氣球觀天計畫揭開最高功率微擾發生於大約一度的尺度。綜合其他宇宙學數據，這些結果暗示宇宙的幾何形狀是平坦的。一些陸基的干涉儀在往後三年內提供了高精密度測量的微擾，包括極小陣列，度角尺度干涉儀，宇宙背景成像器。其中度角尺度干涉儀創造了第一個宇宙微波背景偏振探測，而CBI提供了第一個E模偏振能譜，並明顯相較與B模反相。
在2001年6月，美國太空總署推出了第二宇宙微波背景太空任務，為威爾金森微波各向異性探測器（WMAP），更精確的測量整個天空的大尺度各向異性。威爾金森微波各向異性探測器採用對稱的，快速的多頻掃描，快速轉換輻射計與極小化非天空訊號雜訊。此任務的首次結果於2003年披露，詳細的測量小於1度的角功率譜，緊緊地約束了各種宇宙學參數。其結果與宇宙暴脹及其他各種相互競爭的理論的預期大致相符，宇宙微波背景（CMB）的詳細資料可在美國航天暨太空總署的資料庫取得（參見下方鏈接）。WMAP雖然提供了非常精確的宇宙微波背景大尺度角擾動（天空中與月亮同寬的結構）測量，但未有角解析度來測量已由先前的陸基干涉儀所發現的小尺度擾動。
第三個太空任務為歐洲太空總署（ESA）的普朗克衛星，於2009年5月升空，目前正進行更詳細的調查。普朗克利用高電子移動率電晶體（HEMT）輻射計與熱輻射計技術，可以較WMAP於更小尺度上測量宇宙微波背景。其探測器在亞其歐普（Archeops）氣球望遠鏡中，及南極的蝰蛇望遠鏡（Viper telescope）作為角分宇宙熱輻射計陣列接收器（Arcminute Cosmology Bolometer Array Receiver，簡稱ACBAR）實驗進行測試，該實驗已在小角尺度數據上產生了最精確的測量，

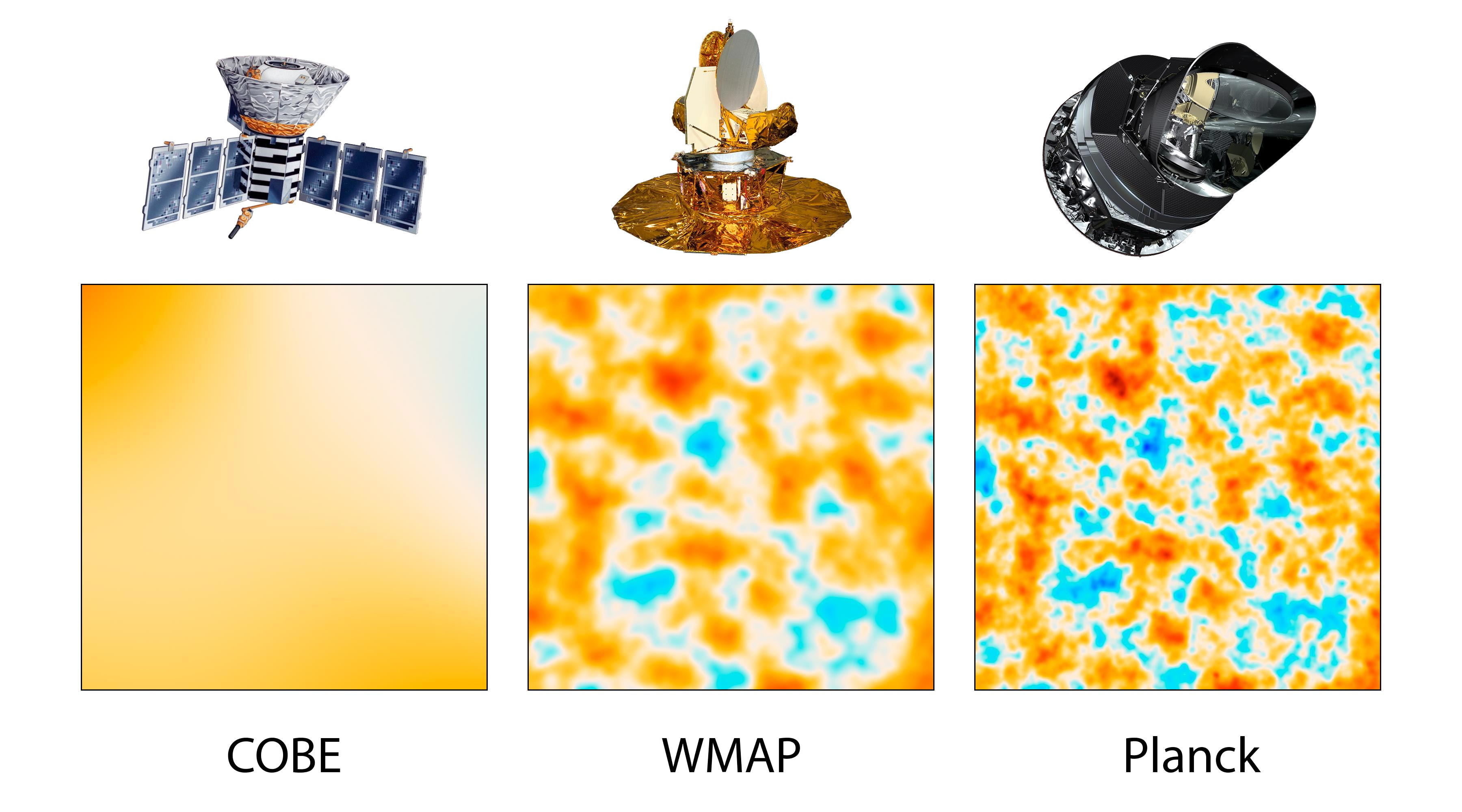
由宇宙背景探測者、WMAP和普朗克衛星的結果比較宇宙微波背景 - 2013年3月21日。

2013年3月21日，普朗克衛星背後的歐洲領導研究小組發布此任務的宇宙微波背景輻射全天圖（565x318 jpeg, 3600x1800 jpeg（页面存档备份，存于））。此圖建議宇宙略老於研究者所想的。根據該圖，宇宙在約37萬歲時，細微的溫度波動烙印在深空中。此印記反映著略過早期，當宇宙存在時第一個1030秒時的漣漪。顯然，這些漣漪掀起了當今浩瀚的星系團與暗物質宇宙網絡。據該團隊，宇宙為137.98±0.37億歲，含有4.9％普通物質，26.8％的暗物質和68.3％的暗能量。此外，哈勃常數測定為67.15±1.2（公里/秒）/ 百萬秒差距。
此外，陸基儀器諸如南極洲的南極望遠鏡和建議的Clover電波望遠鏡計畫、阿塔卡馬宇宙望遠鏡、及在智利的QUIET將提供衛星觀測無法提供的額外的數據，可能包括B模偏振。

### 數據處理和分析
衛星的原始宇宙微波背景數據（如WMAP）包含了前景效應，會完全掩蓋宇宙微波背景的精細尺度結構。細微尺度結構被疊加在原始宇宙微波背景數據中，因過小而無法由該尺度的原始數據中顯現。前景效果最突出的是由太陽相對於宇宙微波背景運動而造成的偶極各向異性。由於偶極各向異性與地球相對於太陽、眾多在銀河系平面的微波源及其他各處的週年運動和其他都必須減去，以顯露超細微變化，描繪宇宙微波背景的精細尺度結構特徵。
宇宙微波背景數據製作的全天圖、角功率譜，及最終宇宙學參數的詳細分析，是一個複雜，難以計算的問題。雖然從圖中計算功率譜原則上是一個簡單的傅里葉變換，將全天圖分解至球諧函數，在實踐上，這很難將雜訊及前景來源列入考慮。特別是，這些前景由星系射線如制動輻射、同步輻射及微波發射帶的星際微塵所主導，在實踐上，星系已被刪除，導致宇宙微波背景圖並非全天圖。此外，星系團等點光源代表另外的前景來源，必須將其去除，以免扭曲宇宙微波背景能譜中的小尺度結構。
對許多宇宙學參數的設限可由他們對能譜上的效應來獲得，結果往往藉由馬爾科夫蒙特卡洛採樣技術計算。

### 宇宙微波背景輻射各向異性偶極
從宇宙微波背景的數據可以看出，我們本星系（包括太陽系的銀河系之銀河星團）似乎正在星系經度方向l = 263.99±0.14°，b = 48.26±0.03°，以369±0.9公里/秒相對於宇宙微波背景參考系（也稱為宇宙微波背景靜止系，或相對於宇宙微波背景無運動的參考系）移動。此運動導致數據各向異性（宇宙微波背景在運動方向顯得較反方向暖）。溫度變化的標準解釋為：由於相對於宇宙微波背景運動，產生簡單的速度紅移和藍移。但替代的宇宙學模型可解釋所觀察到的宇宙微波背景偶極溫度分佈的比例。

### 低階多極和其他異常
WMAP所提供日益精確的數據，已有數個聲稱，宇宙微波背景顯示異常，如超大尺度的各向異性，反常對齊，和非高斯分佈。長久以來，這些最具爭議的是低l多極矩。據觀察，即使在COBE的地圖中，四極矩（l = 2，球諧函數）與大霹靂的預測相比，有一個偏低的振幅。特別是，四極矩和八極矩（l = 3）模式似乎有種難以解釋的互相對齊及與黃道平面對齊，對齊有時被視為「邪惡軸（axis of evil）」某些團體建議這可能是新物理學在最大的觀察尺度的特徵；其他團體懷疑是系統數據中的錯誤。
最終，由於前景和宇宙變異數的問題，最大的模式將永遠不會與小角度的模式一樣測量。此分析均在兩張已盡可能除去前景的圖中完成：「內部線性組合」，為WMAP協作的地圖，和马克斯·泰格马克等人所製作的類似地圖。後來分析指出，這些都是最容易受同步輻射、星際微塵、制動輻射放射等前景污染的模式，及源於單極和偶極實驗的不確定性。一個完整的WMAP能譜的貝氏分析演示了ΛCDM模型預測的四級矩與數據在10％的程度上吻合，而觀測的八極矩並不值得注意。小心的對全天圖中消除前景的步驟計算進一步造成約5%顯著的對齊。

### 觀測結果

#### 宇宙背景探测者(COBE)的成果
根据1989年11月升空的宇宙背景探测者（COBE，Cosmic Background Explorer）测量到的结果，宇宙微波背景辐射谱非常精确地符合温度为2.726±0.010K的黑体辐射谱，证实了银河系相对于背景辐射有一个相对的运动速度，并且还验证，扣除掉这个速度对测量结果带来的影响，以及银河系内物质辐射的干扰，宇宙背景辐射具有高度各向同性，温度涨落的幅度只有大约百万分之五。目前公认的理论认为，这个温度涨落起源于宇宙在形成初期极小尺度上的量子涨落，它随着宇宙的暴脹而放大到宇宙学的尺度上，并且正是由于温度的涨落，造成宇宙物质分布的不均匀性，最终得以形成诸如星系团等的一类大尺度结构。
2006年，负责COBE项目的美国科学家约翰·马瑟和乔治·斯穆特因其对“宇宙微波背景辐射的黑体形式和各向异性”而获得诺贝尔物理学奖。

#### 威尔金森微波各向异性探测器(WMAP)的发现
2003年，美国发射的威尔金森微波各向异性探测器对宇宙微波背景在不同方向上涨落的测量表明，宇宙的年龄是137±1亿年，在宇宙的组成成分中，4%是一般物质，23%是暗物质，73%是暗能量。宇宙目前的膨胀速度是每秒71公里每百万秒差距，宇宙空间是近乎于平坦的，它经历过暴脹的过程，并且会一直膨胀下去。

## 参見
- 宇宙學計算軟件列表（英语：List of cosmological computation software）
- 宇宙微中子背景輻射
- 宇宙微波背景光譜畸變（英语：Cosmic microwave background spectral distortions）
- 宇宙微擾理論（英语：Cosmological perturbation theory）
- 邪惡軸（宇宙學）（英语：Axis of evil (cosmology)）
- 重力波背景
- 熱寂
- 視野：探索宇宙（英语：Horizons: Exploring the Universe）
- ΛCDM模型
- 觀測宇宙學
- 星系
- 物理宇宙學
- 宇宙學年表

## 相关链接
- 一个关于背景辐射的FAQ（英文）（页面存档备份，存于）
- 微波背景探测卫星（COBE，英文）（页面存档备份，存于）
- COBE的图片：英文（页面存档备份，存于）正体中文
- COBE的图片——银河系的相对速度：英文（页面存档备份，存于）正体中文
- WMAP的测量结果（英文）（页面存档备份，存于）
- WMAP的图片1：英文（页面存档备份，存于）正体中文
- WMAP的图片2：英文（页面存档备份，存于）正体中文
- 早期宇宙的實驗室：宇宙微波背景（页面存档备份，存于）
- CMBR Theme on arxiv.org（页面存档备份，存于）
- Audio: Fraser Cain and Dr. Pamela Gay – Astronomy Cast.  The Big Bang and Cosmic Microwave Background – October 2006（页面存档备份，存于）
- Visualization of the CMB data from the Planck mission（页面存档备份，存于）
- Copeland, Ed. . Sixty Symbols. Brady Haran for the University of Nottingham.   [2013-11-23]. （原始内容存档于2015-06-09）.